# Cryptocarya subtrinervis
Cryptocarya subtrinervis är en lagerväxtart som beskrevs av Kanehira & Hatusima. Cryptocarya subtrinervis ingår i släktet Cryptocarya och familjen lagerväxter. Inga underarter finns listade i Catalogue of Life.